# Ala Kachuu

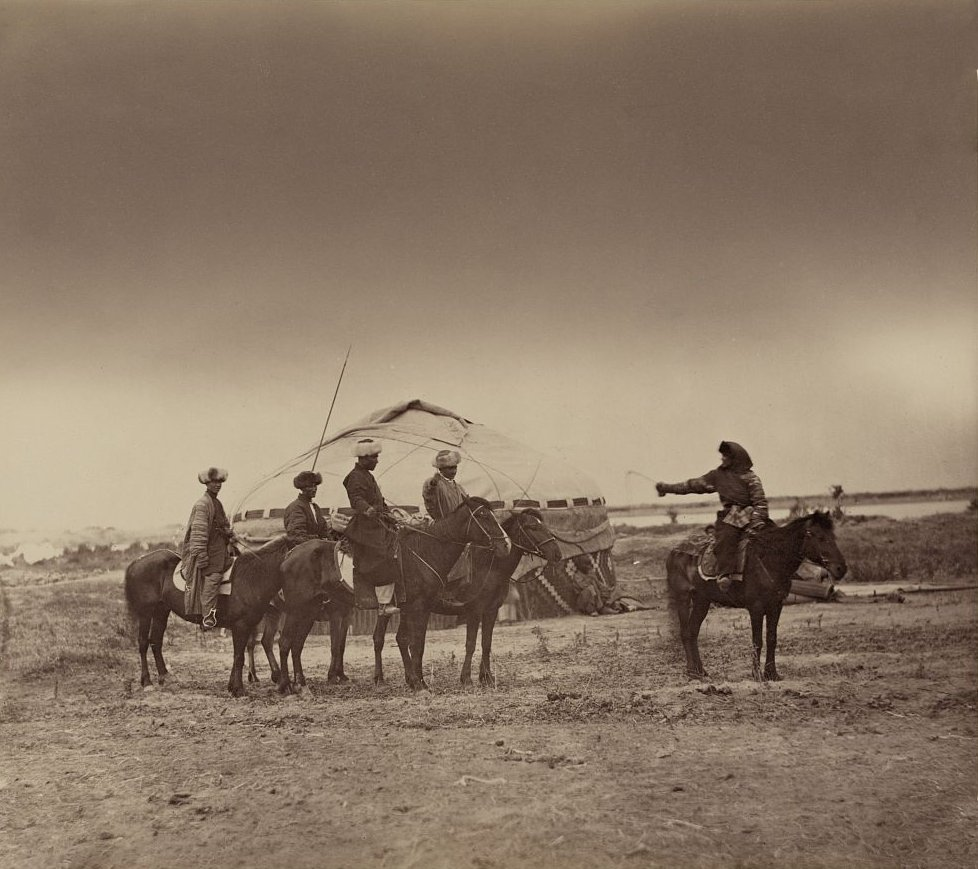
Une femme (la première à droite) et quatre hommes à cheval s'apprêtant à l'"enlever". Steppe kirghize, entre 1871 et 1872.

Ala Kachuu (Kirghize: ала качуу) signifie « se sauver en emportant quelque chose qui ne vous appartient pas », désigne la pratique de mariage forcé par enlèvement encore en cours au Kirghizistan. Son ampleur réelle reste sujette à controverse. Selon certaines études, entre 20 % et 55 % des femmes kirghizes épousent un homme contre leur volonté.
L'expression « kyz ala kachuu » (Kirghize: кыз ала качуу) signifie « enlever une jeune femme et s'enfuir ». Dans les faits, cela se traduit par de jeunes hommes qui capturent une femme soit par la force, soit par la ruse, généralement épaulés dans cette tâche par des amis ou des parents. Ils amènent de force la jeune femme dans la future belle-famille. Là, elle est gardée en captivité jusqu'à ce que les parents de son potentiel mari parviennent à la convaincre de se marier avec lui, ce qui se conclut par l'action de revêtir un voile de mariée.
Parfois, alors que la jeune femme est parvenue à résister et a retrouver le chemin de sa famille, sa propre famille tente de la persuader d'accepter le mariage. Cette pratique fut abolie durant l'ère soviétique mais elle refait surface avec la fin de celle-ci. Bien que ce type d'enlèvement soit illégal au Kirghizistan, ce type de pratique ne semble pas être réprimé.
Toutefois l'expression peut signifier également des modes moins radicaux d'union, allant de l'enlèvement symbolique, où les deux familles ainsi que les futurs conjoints sont complices (ici, l'Ala Kachuu n'est plus qu'une coutume) à un moyen de se soustraire à sa famille pour la jeune femme, ou encore un moyen pour l'homme d'éviter de payer la dot, lorsqu'il est désargenté.